# Hesburger
Hesburger är en finsk restaurangkedja som säljer snabbmat.
Den första Hesburger-restaurangen grundades i Åbo år 1980 av dåvarande grillföretagaren Heikki Salmela. Sedan dess har Hesburger blivit den största snabbmatskedjan i Finland med en större marknadsandel än konkurrenten McDonald's. Bolaget hade år 1992 tolv restauranger. 2002 köpte Hesburger Carrols, som var den populäraste hamburgerkedjan i Helsingfors.
Utanför Finland har företaget etablerat restauranger i Estland, Tyskland, Litauen, Lettland, Bulgarien samt i Ryssland och Belarus. Det fanns också en i Damaskus, Syrien under perioden 2004–2006, men den lades ned som olönsam. År 2020 hade Hesburger 280 restauranger i Finland och 221 restauranger utanför Finland. Efter 2022 avvecklade Hesburger sin verksamhet i Ryssland, där man hade 39 restauranger. Även de fyra restaurangerna i Belarus stängdes.
Hesburger säljer sin ketchup, söta såser till glass, sina dressingar och sin saltgurka genom de större livsmedelsbutikerna i Finland.
Under 2010-talet har Hesburger haft fokus på miljötänk. All material som används i restaurangen ska vara nedbrytbar eller möjlig att återvinna. Hesburger har lagt upp ett mål att hälften av menyn skall vara vegansk och vegetarisk innan 2030.
Hesburger började satsa på självbetjäningskassor 2015 i Finland och fortsatte sedan att arbeta med att införa dem i andra länder.

## Restauranger
2023 drev Hesburger restauranger i Finland, Estland, Lettland, Litauen, Bulgarien, Ukraina, Tyskland, Polen och Rumänien. Sammanlagt hade kedjan knappt 500 restauranger runt om i Europa.

## Produkter
På Hesburgers meny hittas bland annat burgare, tortillor, pommes frites, fingermat, drycker och glass.

## Lager och centralkök
Hesburger driver två stora lager och centralkök, ett i närheten av Åbo och ett i Lettland.
Alla Hesburger restauranger beställer via ett eget beställningsprogram från lagret. Bland annat beställs förpackningsmaterial, råvaror, städutrustning. När beställningen blir gjord från restaurangen plockas den ihop i lagret och skickas sedan till restaurangerna.
I centralköket tillverkar Hesburger en del egna produkter och förbereder en del råvaror för restaurangen. Bland annat hackar Hesburger salladen i centralköket och förpackar den till restaurangerna. På detta sätt ser Hesburger till att alla restauranger servera samma hackade sallad till alla kunder.
Hesburger tillverkar också sin egen ketchup, söta såser, glass, majonnäser och saltgurka. Alla dessa förpackas och skickas sedan till restaurangerna. Under en dag tillverkas ungefär 4000 liter majonnäs i Finland. 2021 tillverkade man också över 22 miljoner 30-40 grams storlekar på majonnäser som man säljer i restaurangerna för att dippa pommes, nuggets och annat i. Samma år tillverkades 770 ton ketchup.

## Omsättning

### 2019
År 2019 var kedjans skattepliktiga försäljning cirka 347 miljoner euro.
Hesburger öppnade flera nya restauranger i Finland förra året. Det fanns 278 Hesburger-restauranger i Finland, vilket är sju fler än föregående år.

### 2020
Hesburgers försäljning, som växt stadigt i flera år, var cirka 7 procent lägre än föregående år under coronaåret. Verkställande direktör Kari Salmela ser hela 2020 som en stridsseger, med hänsyn till de extremt svåra verksamhetsförhållanden som plågat restaurangbranschen under nästan hela året inom ramen för coronapandemin.
År 2020 var den skattepliktiga försäljningen av Hesburger-kedjan cirka 324 miljoner euro, varav andelen finska restauranger var 217 miljoner euro. Under året, färgat av de exceptionella arrangemangen, öppnades fyra nya Hesburger-restauranger i Finland och i höstas nådde kedjans totala antal restauranger i världen milstolpen med 500 restauranger. Mer än 190 000 kunder handlar i kedjans restauranger varje dag och runt 8 000 personer arbetar i dem.

### 2021
Kedjans försäljning var 360 miljoner euro.
Mer än 190 000 kunder besökte Hesburger-kedjans restauranger varje dag och runt 8 000 personer arbetade i dem. År 2021 var hela kedjans skattepliktiga försäljning cirka 360 miljoner euro, varav de finländska restaurangernas andel var 234 miljoner euro. I Finland återhämtade sig försäljningen till nivån före coronapandemin: försäljningen som sjönk med sju procent 2020 steg nu med åtta procent jämfört med föregående år. Det skedde inga betydande förändringar i antalet restauranger och kedjan gjorde inga större investeringar i Finland.
Utöver Finland hade Hesburger verksamhet i Estland, Lettland, Litauen, Ryssland, Tyskland, Bulgarien, Ukraina och Vitryssland. Kedjans skattepliktiga försäljning utomlands var 2021 126 miljoner euro, vilket innebär en ökning med 17 procent jämfört med föregående år.

### 2022
Försäljningen av Hesburger restauranger ökade med 19 % i de sju verksamhetsländerna jämfört med 2021. 2022 var hela kedjans skattepliktiga försäljning 409 miljoner euro, varav de finska restaurangerna stod för 264 miljoner euro. I Finland ökade försäljningen med 13 %.

### 2023
Hesburger restauranger ökade sin försäljning med 12 % jämfört med 2022, den skattepliktiga försäljningen var på 458 miljoner euro, varav de finländska restaurangernas andel 286 miljoner euro. I Finland ökade försäljningen med 8 %.
Hesburgers produkter var särskilt populära i Lettland, där försäljningen ökade med hela 25 % jämfört med föregående år. Tillväxten var 15 % i Estland och 16 % i Litauen. I Bulgarien ökade Hesburger-restaurangerna sin försäljning med 19 %. Även i Ukraina ökade försäljningen med 26 % jämfört med föregående år. År 2022 hade dock restaurangerna i Ukraina stängt i några månader på grund av kriget.

## Galleri

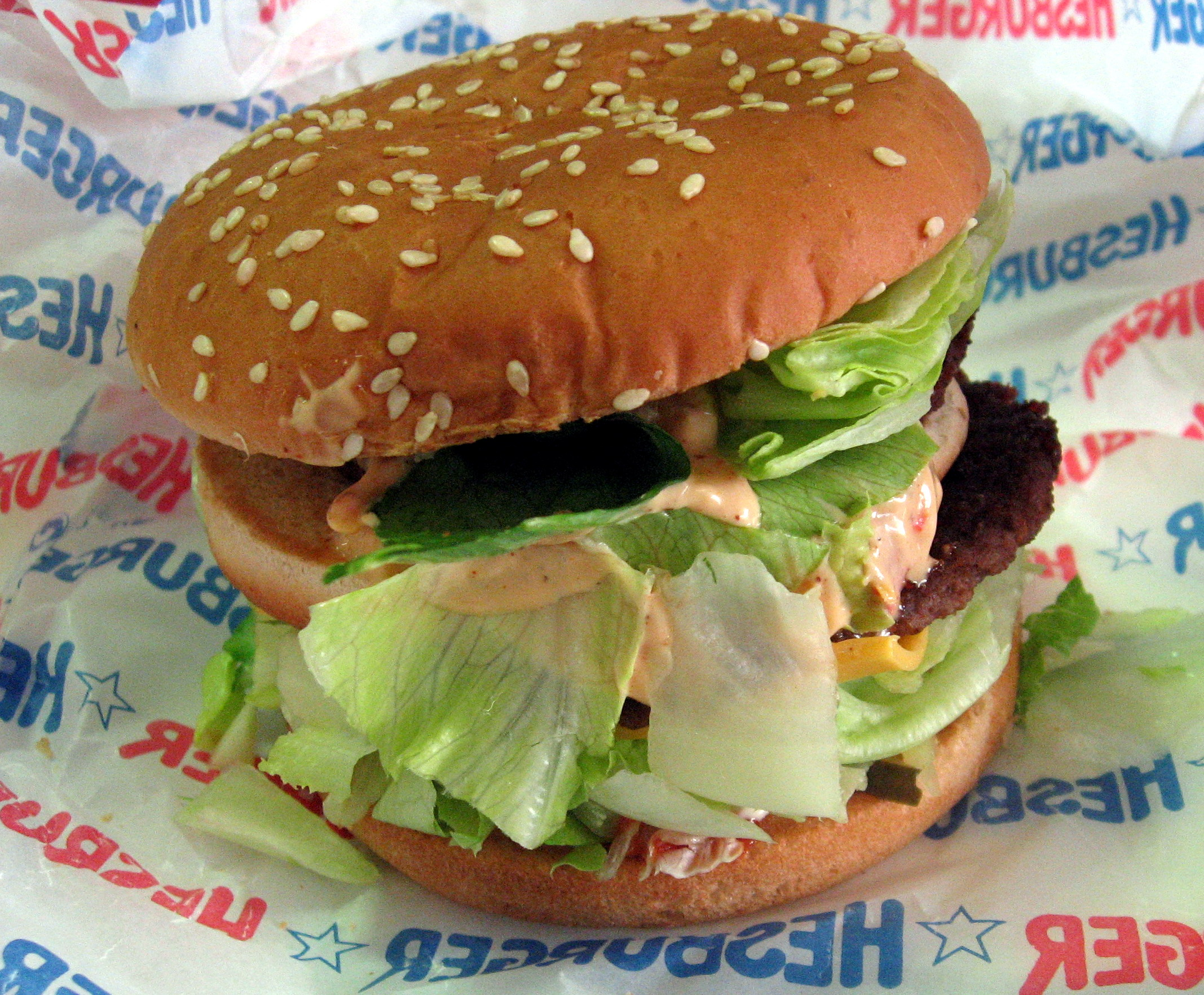
En Hesburger-hamburgare.
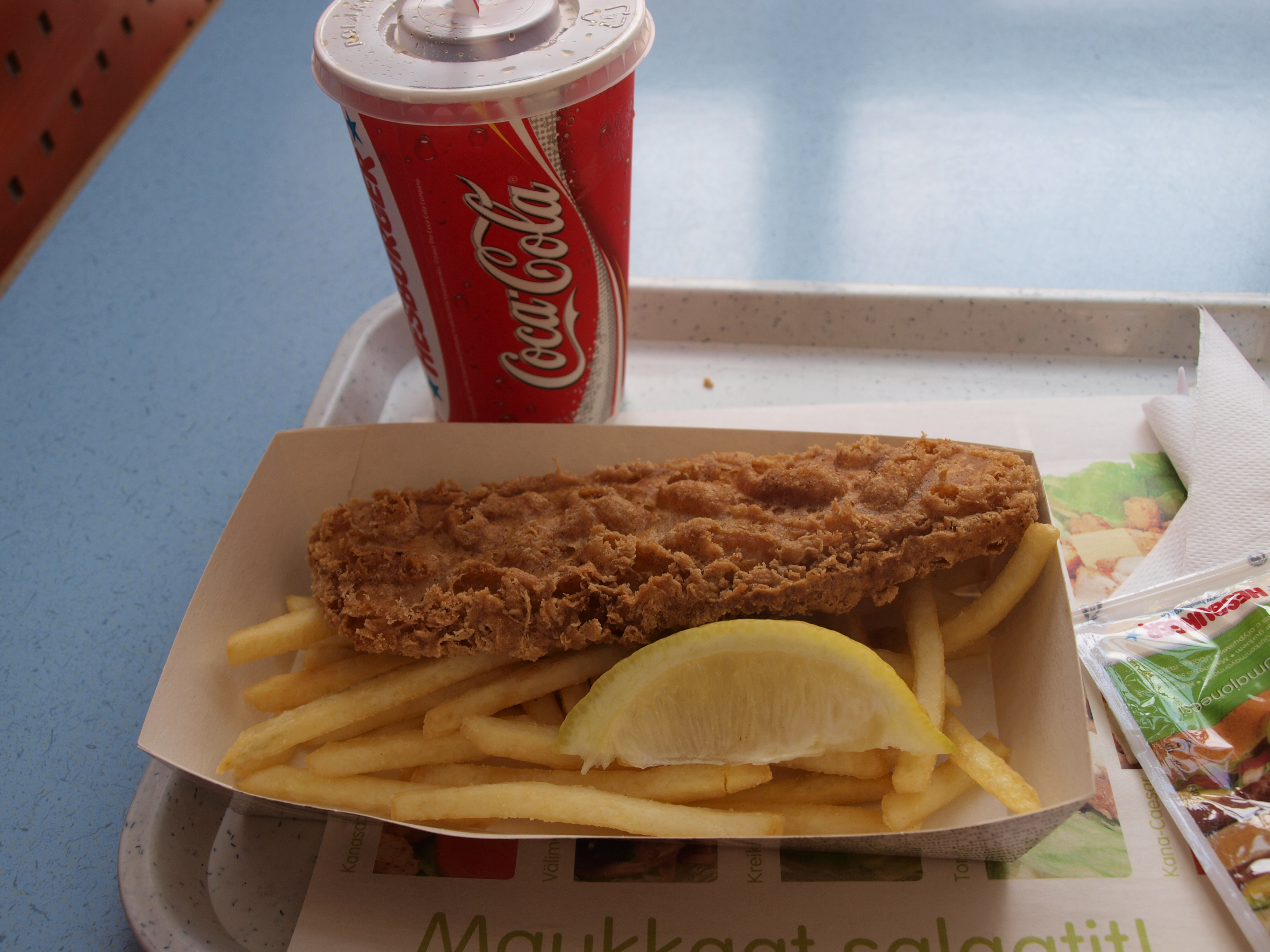
Fish and chips från Hesburger.
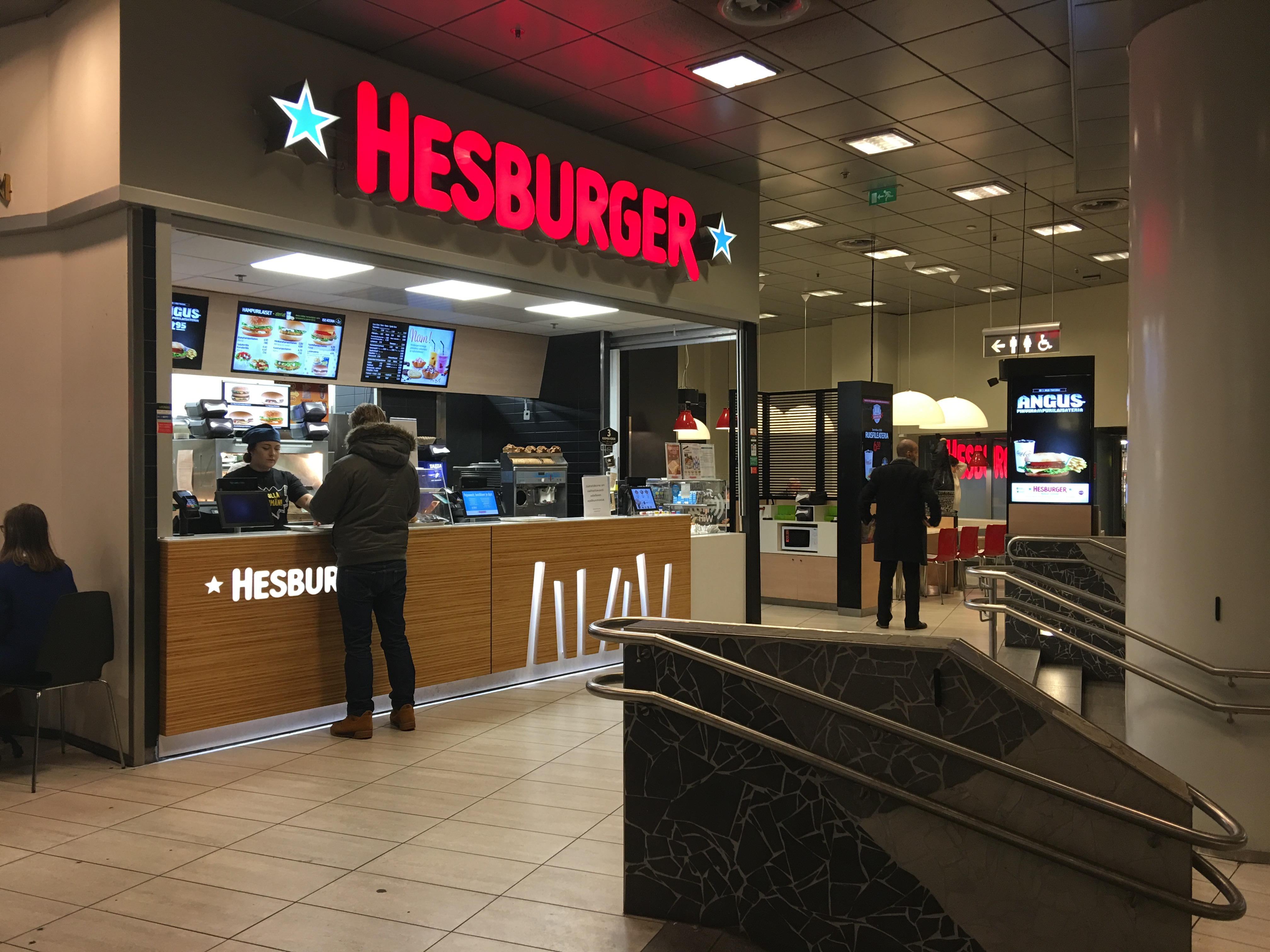
En Hesburger-restaurang vid Helsingfors universitets metrostation.
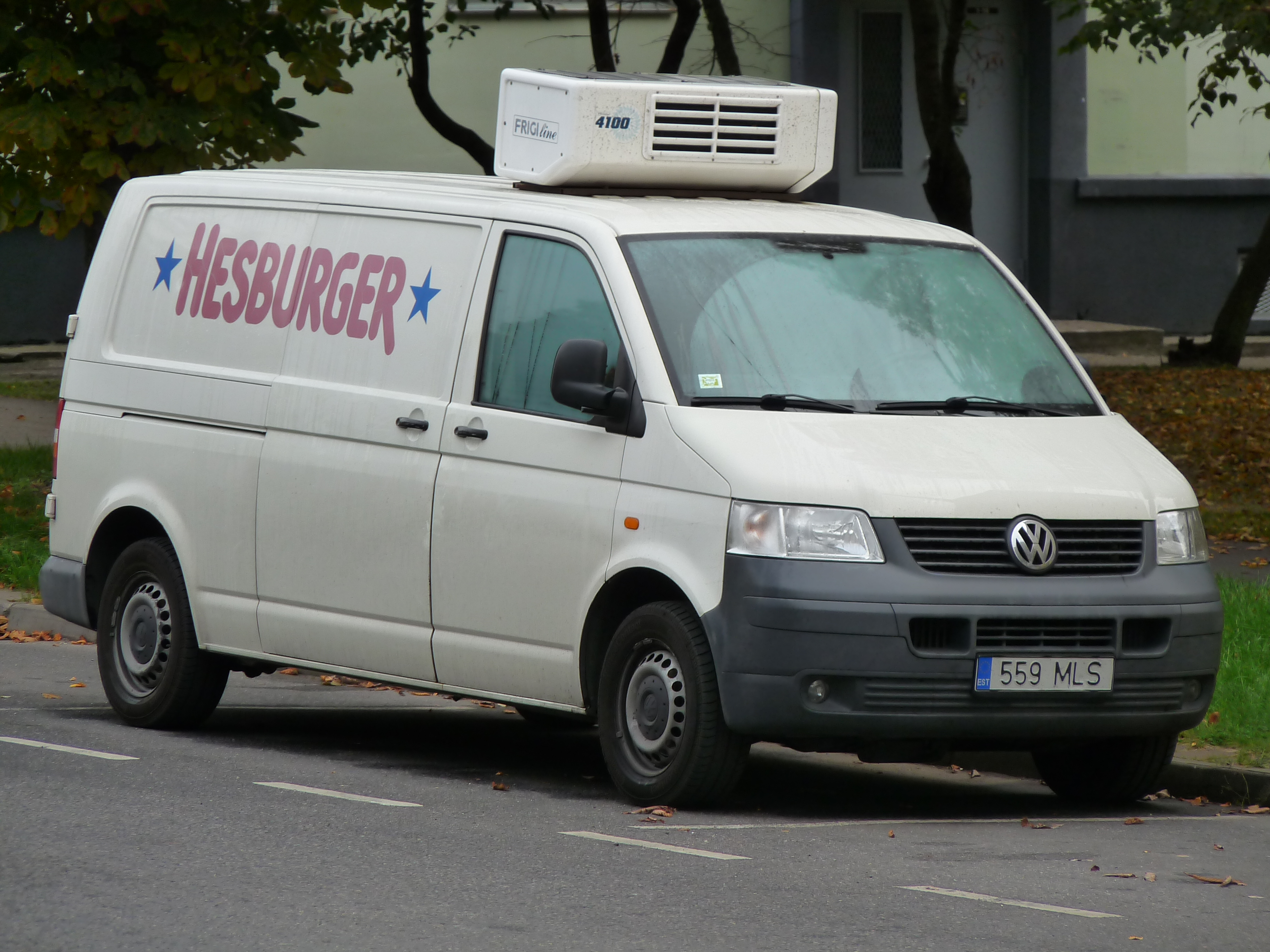
En Hesburger-transportbil i Tallinn.